# 長體翼喉盤魚
長體翼喉盤魚，又稱長體鰭鱔（學名：Alabes elongata）為輻鰭魚綱喉盤魚目喉盤魚科的其中一種，分布於東印度洋西澳大利亞海域，深度0至10公尺，本魚體細長如鰻魚，鰓裂寬大，眼後孔1個，前鼻孔1個，體淺褐色，體側有細密的深褐色斑點，一直延伸至鰭部，體長可達9.2公分，屬底棲性魚類，生活在海草生長的礁石區，生活習性不明。
其种加词“elongata”意为“长的”。